# Rostislav Krotký
Rostislav Krotký (* 19. Oktober 1976 in Dačice) ist ein ehemaliger tschechischer Radrennfahrer.

## Sportlicher Werdegang
Krotký begann seine Karriere 2005 bei dem tschechischen Continental Team Elmarco KK Cube Dukla Liberec. Im nächsten Jahr wechselte er zum Team AC Sparta Praha, bei dem er bis zu seinem Karriereende blieb. In der Saison 2008 wurde er bei dem Etappenrennen Košice-Tatry-Košice dreimal Dritter und konnte so auch die Gesamtwertung für sich entscheiden. Außerdem wurde er Dritter beim Grand Prix Bradlo und er gewann die zweite Etappe bei der Tour of Szeklerland, was sein einziger Sieg bei einem internationalen Rennen blieb. In den folgenden Jahren konnte er an die Erfolge aus der Saison 2008 nicht mehr anknüpfen, ab der Saison 2014 wurde er nur noch selten bei internationalen Rennen eingesetzt.
Nach der Saison 2021 beendete Krotký im Alter von 45 Jahren seine Karriere als Radrennfahrer.

## Erfolge
2008
- eine Etappe Tour of Szeklerland
- Gesamtwertung Košice-Tatry-Košice